# Celluloid Records
Celluloid Records je americké hudební vydavatelství, které v roce 1976 založil Jean Georgakarakos. Věnovalo se převážně experimentální hudbě. Počátkem osmdesátých let se Georgakarakos spojil s producentem a hudebníkem Billem Laswellem, který se později stal hlavním producentem většiny nahrávek této společnosti. Vydavatelství zaniklo v roce 1989, ale roku 2010 bylo obnoveno. Své nahrávky zde vydávali například James Chance, Mory Kanté, Modern Guy nebo Youssou N'Dour.